# شخصیت‌های وارکرفت
دنیای وارکرافت، جهانی خیالی و اساطیری است که با سری بازی های وارکرافت خلق شد. محبوبیت و گسترش این جهان با بازی دنیای وارکرفت به اوج رسید.

## هورد

### ترال
ترال یک شمن و پسر دوروتان است که هورد را بنا کرده.

### گروم هل اسکریم
ژنرال بزرگ و جوان اورک‌ها که معتاد به خون منوراث است؛ پس از به قتل رساندن منوراث و انفجار اش، گروماش جان باخت.

### نرزول
شمن قدیمی اورک‌ها که توسط کیل جایدن گول خورد و باعث حملهٔ اورک‌ها به درینی‌ها شد.
او لیچ کینگ اصلی است.

### سیلواناس ویندرانر
رنجرجنرال کوئل تالاس که وظیفه حفاظت از سان وِل(sunwell) را بر عهده داشت و توسط آرتاس (لیچ کینگ) کشته می‌شود و به ملکه بنشی‌ها تبدیل می‌شود. او همچنین ملکه اندر سیتی و فورسیکن‌ها است و گفته می‌شود بعد از وولجین رهبر هورد است.

### وولجین ارباب تاریکی
رهبر ترول‌ها بود و در نبرد با لیجن در ساحل شکسته (به انگلیسی: broken shore) کشته شد.

### روکهان
از قهرمانان هورد رییس قبیله نیزه سیاه که دارای نژاد ترول است.

### کِیرن بلودهوف
فرماندار تاورن‌ها که به دست گاروش در یک ماکورا به قتل رسید.

### رکسار
از قهرمانان هورد ک نژادی نیمه ارک و غول دارد

## اَلاینس

### شاه لِین
شاه انسان‌ها که در جنگ اول جان خود را از دست داد.

### شاه واریان ورین
پسر شاه لین بود و در نبرد با لژیون سوزان در ساحل شکسته (به انگلیسی: broken shore) کشته شد.

### آندوین لوتر
ژنرال بزرگ انسان‌ها در زمان شاه لیان و جانشین او به عنوان پادشاه.

### آتر روشنایی آور
رییس شوالیه های دست نقره ای

## شخصیت‌های منفی
=== دثوینگ (اژدها)
دروغه

### آرتاس (لیچ کینگ)
شاهزاده انسان‌ها که روحش با روح نرزول ترکیب شد و تبدیل به یک هیولا شد. او در همین هنگام به شهر سیلورمون(silvermoon)که شهر بلاد الف نشین است حمله می‌کند. ابتدا به انسان‌ها هشدار می‌دهد که به فرمان آرتاس (لیج کینگ) عمل کنند برخی عمل می‌کنند و برخی از اطاعت سر باز می‌زنند. آرتاس تمام کسانی را که به تسلیم او در نیامده اند به هلاکت می‌رساند و پدر و استاد خود را نیز با فراست مورن (frostmourne) که شمشیری جادویی و قدرتمند است نابود می‌کند.

### ایلیدن استورم ریج
یک دمون هانتر نایت الف که به دنبال نابودی لیجن است و قصد دارد با جادوهای شیطانی لیجن، خود لیجن را شکست دهد.

### گروش هل اسکریم
رئیس هوردها که قرارداد صلح هورد و آلیانس را شکست و به آلیانس حمله کرد؛ سپس هم هورد و هم آلیانس با او بد شدند و به اورگریمار محل زندگی او حمله کردند. هر چند تاریخ کارهای او را به چشم بدی دید ولی همهٔ کارهای او در راه هورد بود و طبق نظر سیمایان پانداریا از بقیه سران الاینس و هورد کم‌تر گناه کرده بود

## لژیون سوزان

### گولدَن
جادوگر بد تینت اورک‌ها که دروازه سیاه را از درانور به آزراث باز کرده و باعث حمله اورک به زمین شده؛ او خون منراث و جادوی فل را به اورک‌ها داد و آن‌ها را بردهٔ شیطان کرد.

### کیل جیدن
استاد گولدان و کسی که نرزول را گول‌زد.

### سارگراس
تایتانی که مأموریت داشت شیاطین را نابود کند. او بعداً شیاطین را آزاد کرد و شروع به نابودی جهان‌ها کرد. او رئیس لژیون سوزان است.